# Bergantiños
Pour les articles homonymes, voir Bergantiños (homonymie).
Bergantiños est une comarque  de la province de La Corogne en Galice (Espagne). Cette comarque regroupe sept communes : Cabana de Bergantiños, Carballo, Coristanco, Laracha, Laxe, Malpica de Bergantiños et Ponteceso.
Carballo est le chef-lieu de la comarque.